# Bejaad
Bejaad o Boujad (en àrab بجعد, Bujʿad; en amazic ⴱⵊⵊⵄⴷ) és un municipi de la província de Khouribga, a la regió de Béni Mellal-Khénifra, al Marroc. Segons el cens de 2014 tenia una població total de 46.893 persones. Fou fundat en el segle xv per Sidi Bouabid Cherki.